# イワタカヅト
イワタ カヅト（本名：岩田 一人（いわた かずと）1967年5月6日 - ）は、日本のゲームクリエイター、ゲームシナリオライター。

## 略歴
山形県上山市出身。山形県立山形工業高等学校、明治大学卒。アニメーター・アニメーション監督の小池健とは、高校時代の同窓生。
1990年、徳間書店インターメディア入社。ファミリーコンピュータMagazine編集部に所属。その後、同社取締役の山森尚の目に留まり、ゲームソフト開発部門に転属後、シナリオライターとして独立。
ライター業の傍ら、株式会社フレームワークジェイピー取締役、株式会社C&Cブック・オン・マーケティング代表取締役、株式会社ステラ・コミュニケーション代表取締役、株式会社ディー・オー・エム取締役を歴任。

## 人物
奇人・変人としてマスコミに扱われることが多く、『ゲーム批評』、『ザ・プレイステーション』、『悪趣味ゲーム紀行』、『ファミマガWeekly』などの各ゲーム誌の誌面にも登場し、本人のインタビュー、対談記事が掲載されている。
無秩序で殺伐とした世界観を描いた作品が多く、細部の表現にブラックユーモアを多用する傾向にある。
常軌を逸したシーン設定や、意味深長で独創的なセリフまわしで知られ、各ゲーム誌において「ゲーム史上、最高ランクに位置付けされる言語芸（超クソゲー/太田出版）」、「ディーン・R・クーンツの小説を彷彿させるかのような上質なカルト作品（ザ・プレイステーション/ソフトバンクパブリッシング）」、「緻密に計算された確信犯的バカゲー（週刊ファミ通/エンターブレイン）」などと評される。
プロ野球との関わり、造詣が深く、『ベストプレープロ野球』の攻略解説書の監修・執筆、雑誌のプロ野球関連特集の監修・執筆、歴代助っ人外国人の名鑑サイトの運営にも従事。元南海ホークスで山形県米沢市出身のプロ野球選手・皆川睦雄とは親族にあたる。
本名である「一人」は、鶴岡一人が由来である。

## 作品
ゲーム
- ラブクエスト
- ジ・アンソルブド
- ゴルビーのパイプライン大作戦
- 東尾修監修 プロ野球スタジアム'92
- 魔導物語 はなまる大幼稚園児
- シェンムー
- アナザー・メモリーズ
- 火星物語
- 五分後の世界

編集者として刊行した主な出版タイトル
- 「2ちゃんねる大攻略マガジソ」2001年～2002年
- 「パソコン究めるマスターシリーズ」2001年～2004年
- 「ケンガイ」2002年～2005年
- 「オレまる」2005年
- 「asovipマガジン」2003年～2004年
- 「チェキランチ」2004年～2005年
- 「オレまる」2005年

※いずれも、本名（岩田一人）名義で刊行
書籍
- 「恋するケータイ占い」2005年

※共著ペンネーム（魔女とほうき）で飛鳥新社より刊行
連載
- 「電脳こすり学教室」1995年～1998年

※ペンネーム（お注射チッ君）でマイクロマガジン社「パソコン批評」で連載
- 「イワタカヅト&中島ケンピの空前の2まいば」1995年

※ぶんか社「ヤングテイオー」で連載